# Péter Baczakó
Péter Baczakó (Ercsi, 27 settembre 1951 – Budapest, 1º aprile 2008) è stato un sollevatore ungherese campione olimpico e mondiale che ha gareggiato nelle categorie dei pesi massimi leggeri (fino a 82,5 kg.) e dei pesi medio-massimi (fino a 90 kg.).

## Biografia
La carriera di Baczakó iniziò ai grandi livelli internazionali in occasione delle Olimpiadi di Montréal 1976, dove vinse la medaglia di bronzo nei pesi massimi leggeri con 345 kg. nel totale, alle spalle del sovietico Valerij Šarij (365 kg.) e del bulgaro Trendafil Stojčev (360 kg.). Quella competizione olimpica era valida anche come campionato mondiale.
L'anno successivo vinse la medaglia d'argento ai campionati mondiali ed europei di Stoccarda con 345 kg. nel totale, battuto dal sovietico Gennadij Bessonov (352,5 kg.).
Nel 1978 vinse nel mese di giugno la medaglia d'argento ai campionati europei di Havířov con 357,5 kg. nel totale dietro all'altro sovietico Jurij Vardanjan (372,5 kg.) e nel mese di ottobre ottenne un'altra medaglia d'argento ai campionati mondiali di Gettysburg con 352,5 kg. nel totale, ancora dietro a Jurij Vardanjan, il quale, nell'occasione, stabilì il nuovo record mondiale nel totale con 377,5 kg.
Nel 1979 Baczakó passò alla categoria superiore dei pesi medio-massimi e partecipò ai campionati europei di Varna dove vinse ancora una medaglia d'argento con 370 kg. nel totale, battuto questa volta dal tedesco occidentale Rolf Milser (382,5 kg.). Lo stesso anno si piazzò al 4º posto ai campionati mondiali di Salonicco con 362,5 kg. nel totale.
L'anno successivo Baczakó partecipò alle Olimpiadi di Mosca 1980, in una competizione priva del campione e del vice-campione degli ultimi campionati mondiali di Salonicco 1979, rispettivamente il sovietico Gennadij Bessonov e il tedesco occidentale Rolf Milser, e nella quale il campione olimpico in carica, il sovietico David Rigert, venne subito eliminato per aver fallito i tre tentativi di ingresso nella prova di strappo. Baczakó non si lasciò sfuggire l'occasione e vinse la medaglia d'oro con 377,5 kg. nel totale, battendo il bulgaro Rumen Aleksandrov (375 kg.) ed il tedesco orientale Frank Mantek (370 kg.). Si trattò della seconda medaglia d'oro olimpica della storia per l'Ungheria nel sollevamento pesi, dopo quella di Imre Földi nel 1972. La competizione olimpica di Mosca 1980 era valida anche come campionato mondiale.
Nel 1983 Péter Baczakó decise di ritirarsi dall'attività agonistica dopo aver subito un serio infortunio muscolare, dedicandosi all'attività di allenatore di sollevamento pesi presso il suo storico circolo BKV-Előre di Budapest, allenando, tra gli altri, la medagliata olimpica e mondiale Eszter Krutzler, e divenendo in seguito responsabile tecnico della nazionale femminile ungherese di sollevamento pesi.
Morì di cancro all'età di 56 anni, dopo aver passato gli ultimi mesi della sua vita su una sedia a rotelle.
Dopo la sua morte, il circolo BKV-Előre di Budapest organizza ogni anno un concorso in sua memoria.